# Epipristis minimaria
Epipristis minimaria là một loài bướm đêm trong họ Geometridae.